# Стэнли, Эдуард, 17-й граф Дерби
Эдуард Джордж Вильерс Стэнли (англ. Edward George Villiers Stanley; 4 апреля 1865 — 4 февраля 1948) — британский аристократ, 17-й граф Дерби с 1908 года. Военный, политик-консерватор, лорд казначейства в 1895—1900 годах, посол Великобритании во Франции в 1918—1920 годах, лорд-лейтенант Ланкашира в 1928—1948 годах. Кавалер ордена Подвязки, член Тайного совета Великобритании.

## Биография
Эдуард Стэнли родился в 1865 году в семье Фредерика Стэнли (16-го графа Дерби с 1893 года) и Констанс Вильерс. Он получил образование в Веллингтонском колледже в Беркшире, в 1882 году поступил на службу в ланкаширскую милицию, в 1885 перешёл в гренадерскую гвардию в чине лейтенанта. В 1888—1891 годах Стэнли был адъютантом генерал-губернатора Канады, в 1892—1906 годах заседал в Палате общин и параллельно занимал пост лорда казначейства (1895—1900). Он воевал с бурами в Южной Африке и в 1900 году был награждён орденом Бани. В 1903 году Стэнли стал членом Тайного совета, в 1905 — рыцарем-командором Королевского Викторианского ордена, в 1908 — рыцарем Большого креста.
После смерти отца в 1908 году сэр Эдуард занял место в Палате лордов как 17-й граф Дерби. В 1911—1912 годах он занимал пост лорд-мэра Ливерпуля, в 1915 году стал кавалером ордена Подвязки. В 1918—1920 годах граф был послом во Франции.
Сэр Эдуард был женат с 1889 года на Элис Монтагю, дочери Уильяма Монтагю, 7-го герцога Манчестера, и Луизы фон Альтен. В этом браке родились:
- Виктория (1892—1927), жена Нейла Примроуза и Харольда Буллока[6];
- Эдуард (1894—1938), лорд Стэнли, отец 18-го графа Дерби[7];
- Оливер (1896—1950)[8].